# さまよえる脳髄
『さまよえる脳髄』（さまよえるのうずい）は、逢坂剛による日本の推理小説。
新潮社のレーベルである"新潮ミステリー倶楽部"の収録作として、書下ろしで刊行された。
本作は人間心理に関わる医学的知見を題材にしたミステリーであるが、新潮文庫版で解説を担当した精神医学者で当時上智大学教授の福島章は、「この小説は医学的にみて指摘しうる誤りはなく、きわめて論理的に組み立てられている」と評価している。
1993年11月にテレビドラマ化、12月に映画化されたが、ストーリーや設定はそれぞれ異なる。

## あらすじ
完全試合まであと少しというところで打たれ、代わりのピッチャーがリリーフ・カーに乗ってやってきた時、エースである追分知之は突然リリーフ・カーを運転していたマスコット・ガールに襲い掛かり、彼女の首を絞めた。殺人未遂の容疑で起訴されたが、精神神経科の医師・南川藍子は精神鑑定を行った末、事件当時彼は心神喪失の状態にあったとし、裁判でもそれが認められたため、彼は無罪となる。しかし脳神経外科医長である丸岡が別の説をとなえていたように、彼の脳はまだ、誰にも知られていない闇をかかえていたのである。
藍子はまた、恋人である海藤の行動にも異変を感じていた。“左”にあるものに対して、あまりにも鈍感すぎるのではないだろうか？彼は事件捜査時に大怪我をしたことで頭に傷がある。これが脳に影響をあたえているのではと心配になった藍子は丸岡に相談する。
そして世間では制服を切り裂かれた上に裁ちばさみで刺殺されるという事件が連続して発生し、海藤の同期である遊佐らが捜査にあたっていた。

## 登場人物

### 帝国医科大学付属病院・関係者
南川 藍子（みなみかわ らんこ）
帝国医科大学付属病院、精神神経科の医師で主任兼医長補佐。アスレチック・クラブに通っている。35歳、独身。母親はすでに他界。練馬区富士見台のマンションに住んでいる。追分の鑑定を担当する。
丸岡 庸三（まるおか ようぞう）
帝国医科大学付属病院、脳神経外科医長。日本でも指折りの権威で、3ヵ月ほど前に別の大学病院からスカウトされてやってきた。華奢な体つき。白髪交じりだが目が人並以上に大きく輝き、色艶のいい若々しい顔をしている。50代半ば。大きな声で笑う。藍子にモーションをかけてくる。
鳴海
帝国医科大学付属病院・産婦人科の医師。非倫理的なことを含め、日頃からなにかと丸岡に協力している。
柴崎 信二
帝国医科大学が契約している営繕会社の営業課長。眼鏡をかけた丸顔で52、3歳。頭の天辺がはげていて、ぼってりした唇が人のよさそうな印象をあたえる。丸岡のミルグラム実験の実験台になる。
福島 勝巳
帝国医科大学付属病院のボイラーマン。40代前半、いかつい下駄のような顎をしている。髪のこわい、いかにも愚直な感じの男。丸岡のミルグラム実験に協力する。
白石 笑美（しらいし えみ）
帝国医科大学付属病院の看護婦。30歳。スタイルにも容貌にも恵まれていないが、世話好き。

### 警察関係者
海藤 兼作（かいどう けんさく）
37歳、離婚歴あり（子供無し）。178cm、75kg。鼻と口がごつく、粗野で無骨な印象だが、笑うと目尻に筋が2本現れ、愛嬌のある顔をしている。本人曰く、正直だけが取り柄。警視庁防犯部保安二課の主任警部補だったが麻薬取締の現場で犯人の滝本貞明にビリヤードの赤い玉で殴られ大怪我をし、防犯総務課に異動となる。頭頂部にひどく陥没した形跡のある醜い傷痕が残り、ボールを異常に怖がるようになった。音痴。アスレチック・クラブで藍子と知り合い、恋仲になる。
木村 宏
麻薬取締官。ビリヤードがうまい。海藤には、3年前に鬼頭という男を捕まえに行ったときに助けられた（海藤が鬼頭を撃った）ということで借りがあるらしい。
遊佐 耕一郎（ゆさ こういちろう）
警視庁捜査一課。海藤の同期。制服をずたずたに切り裂かれた上に殺されるという事件を担当している。
増山 清八
北品川署の刑事。遊佐と行動を共にしている。

### その他
河津
木村宏が使っているタレコミ屋。おとり捜査で良い成績をあげている。よれよれのズボンに汚れたジャンパー、ぼさぼさ頭で青白い顔にまばらな無精髭を生やしている貧相な中年男。身長160cm足らず。
滝本 貞明
東柳組の幹部。背はさほど高くないが、横幅がある。ビリヤード場で麻薬の取引をしていた。
浜野 環樹（はまの たまき）
ロック・バンドのリーダー。ビリヤード場で浜野と麻薬の取引をしていた。
追分 知之（おいわけ ともゆき）
プロ野球の横浜チェリーズのエース。陰気で口数が少ないため、普段からあまりチームメイトと馴染んでいない。完全試合成立まであと2人という時に打たれ、監督の指示で交代投手がリリーフ・カーに乗ってやってきたが、そのリリーフ・カーを運転していたマスコット・ガール（島村橙子・しまむらとうこ）に突然襲いかかり首を絞めたため、暴行傷害の現行犯で逮捕された。30歳。結婚して3年だが、子供はいない。眉が濃く、長身でハンサム。両親は離婚はしていないがずっと別居状態にあり、追分は結婚するまでは父親と暮らしていた。母親は5年程前に交通事故で他界。
藍子による精神鑑定で心神喪失とされ、無罪となる。
小早川 緑
女優。41歳。追分とは2年程前にクイズ番組のゲストで一緒になり顔見知り。首を絞められて殺される。
北野 紫津（きたの しづ）
長崎にあるバー・＜紫＞のママ。30前後。首を絞められて殺される。
本間 保春（ほんま やすはる）
40過ぎ。髪が薄くなりかけているが、北浦歌謡学院院長で元歌手の北浦伍郎にとてもよく似ている。胃潰瘍の疑いで帝国医科大学付属病院に入院し、手術をした。職業はギタリストで、池袋の＜再会＞というクラブで弾き語りをしたり、客の歌の伴奏をしている。担当看護婦である白石を誘う反面、自分が同性愛で悩んでいると、藍子の診察を受けたがる。
今西 涼子
デート・クラブのコールガール。歌は下手。婦人警官の制服を持ってホテルに赴くが、着用した途端興奮した客に裁ちばさみで喉元を刺されて殺される。
橋詰 登美子
国内線専門の会社で働くスチュワデス。30過ぎ。脚が自慢。三田のマンションに住んでいる。ホテルで裁ちばさみで刺されて殺される。

## 書籍情報
- 単行本：新潮社、1988年10月25日発行、ISBN 978-4-10-602702-4
- 文庫：新潮文庫、1992年1月25日発行、ISBN 978-4-10-119512-4、解説：福島章
- 文庫：集英社文庫、2003年9月19日発行、ISBN 978-4-08-747619-4、解説：末國善己

## テレビドラマ
1993年2月11日に、読売テレビ「ドラマシティ'93」で放送された。

### キャスト
- 南川藍子： 東ちづる
- 海藤兼作（弁護士）：山下真司
- 本間（藍子の同僚）：柴俊夫
- 兼作の元妻：夏樹陽子（特別出演）
- 落合みなこ（看護師）：飯島直子
- 遊佐刑事：きたろう
- 木村刑事：椎名桔平
- 大学病院の職員：蛭子能収
- 同僚の医師：石山雄大
- 藍子の師匠：神代辰巳（友情出演）

### スタッフ
- 企画：上野隆（よみうりテレビ）
- プロデューサー：深沢日出夫（エンセレントフィルム）
- 原作：逢坂剛
- 脚本：石山真弓、伊藤秀裕
- 音楽：光田健一
- 監督：伊藤秀裕
- 制作：よみうりテレビ、エンセレントフィルム

## 映画
1993年12月4日公開。主演は神田正輝。ヒロイン役の高島礼子がベッドシーンを披露したほか、嶋田久作の不気味さが光った怪作。当初は秋吉久美子がヒロイン役であったが撮影中に降板し、高島に交代している。

### あらすじ
女性のまぶたを切り裂くという猟奇的な連続殺人事件が発生した。その少し前、婦女暴行をはたらいた精神患者の男を診察する事になった精神科医の藍子は、身の回りでの不気味な出来事に怯える日々を過ごす。数日後、院内で異彩を放つ脳外科の若き権威・丸岡教授に誘われた藍子は、そこで身の毛もよだつ実験を目の当たりにする....

### キャスト
海藤
演 - 神田正輝
違法薬物事件を担当する刑事。
冒頭シーンで脳挫傷を負い、まもなく防犯総務課に異動となる。デスクワークに切り替わったため、身体を持て余すようになった。後遺症により、左手の感覚が変わったことに悩む。
南川藍子
演 - 高島礼子
海藤の恋人。精神神経科の医者。
追分の精神鑑定を担当するが、第1の殺人事件が起こってから謎の人物に狙われるようになった。冷静沈着で洞察力に長けており、自信のある口調を用いる。
追分
演 - 塩屋俊
殺人未遂事件の容疑者。妻帯者。
精神鑑定をした際、「首を締めた時の記憶がない」と語る。子供の頃から母親との関係があまりうまく築けていない。
本間保春
演 - 石橋保
書店の店員。
本を買いに来た藍子と出会い、後に再会する。仲のいい姉がいたものの、10年前に起こった殺人事件で亡くしている。
遊佐
演 - 北見敏之
捜査一課の刑事。
海藤と親しくしている。若い女性を殺してまぶたを切り取る連続殺人事件を追っており、海藤に意見を仰ぐ。
木村
演 - 光石研
海藤の部下。
海藤を慕っており、彼が現場を外された後も2人で追っていた違法薬物事件の捜査の状況を伝える。
滝本
演 - 大杉漣
覚醒剤取締法違反の容疑者。
海藤に逮捕されそうになるが、抵抗して逃走を図る。
福島助手
演 - 田口トモロヲ
丸岡の知人。大学職員。
ときどき丸岡の実験に付き合っている。もう一人の丸岡の知人と心理学上の理論を検証する、電気ショックを使った実験の被験者として手伝う。
丸岡教授
演 - 嶋田久作　
脳神経外科医。
追分の精神鑑定を担当した藍子に状況を尋ねる。ほぼ無表情で淡々とした話し方が特徴。少々怪しげな実験をしたり、作中では麻酔無しで脳外科手術を行うことがあるとのことで周りから恐れられている。
沢田
演 - でんでん
守衛。ある晩、勤務する病院の守衛室にいた所ロビーに訪れた海藤から内線で連絡を受けて、藍子に取り次ぐ。
追分のテニス相手
演 - 椎名桔平
追分の知人。追分とテニスクラブに訪れた所、彼がテニスをしにきた若い女の首を締めようとしたため止めに入る。
追分の母の情事相手
演 - 影山英俊
追分が子供の頃に彼の母と付き合っていた。
ナレーション
演 - 天宮良（友情出演）
その他
演 - 伊東佐知子、あづみれいか、ほか

### スタッフ
- 監督 - 萩庭貞明
- 原作 - 逢坂剛
- 脚本 - こがねみどり
- 音楽 - 坂橋文夫
- 特殊メイク - 織田尚
- 製作 - ヒーロー、シネマパラダイス、エクセレントフィルム
- 配給 - ヒーロー